# Okres Kroměříž
Der tschechische Okres Kroměříž (Bezirk Kremsier) liegt im nordwestlichen Teil des Zlínský kraj und nimmt eine Fläche von 796 km² ein. 62 % der Fläche ist landwirtschaftlich nutzbar, 27 % bewaldet. Von den 104.522 Einwohnern (Stand 1. Januar 2023) leben etwa 65 % in Städten.
In den Tälern des Flusses March wird vornehmlich Obst und Gemüse angebaut. 33 % der Beschäftigten arbeiten in der Industrie, in der Land- und Forstwirtschaft 5,6 %. Die Umweltbelastungen sind durch die Wärmekraftwerke und den hohen Straßenverkehr vor allem um das Zentrum Kroměříž recht hoch. Im Bezirk gibt es etwa 312 Unternehmen mit mehr als 20 Mitarbeitern. Die Arbeitslosenquote liegt etwa ein Prozentpunkt über dem tschechischen Durchschnitt.
Kroměřížsko ist eine Region mit vielversprechenden Perspektiven im Fremdenverkehr. Vor allem die historischen Ziele locken viele Besucher an:
- Erzbischöfliches Schloss mit dem anliegenden Schlosspark und ein Stück weiter liegendem Blumengarten (Lustgarten) in Kroměříž, die zur Welterbe der UNESCO gehören. Die Stadt wurde auch zur schönsten Stadt Tschechiens 1997 gewählt und wird oft als „Athen von Haná“ genannt.
- Volksarchitektur in Rymice mit alten Höfen
- Wallfahrtskirche auf dem Berg Hostýn
- Jüdischer Friedhof und Šach-Synagoge in Holešov
- Ruine der Burg Cimburk
- Jagdschloss in Chropyně

Fahrradtouristen finden viele ausgebaute Wege in der Gegend von Hostýnské vrchy und entlang des Flusses Morava. Unterkunft finden die jährlichen 30 000 Besucher in 39 Objekten mit 680 Zimmern und 2089 Betten.
Seit dem 1. Januar 2007 gehört die Gemeinde Bělov zum Okres Zlín.

## Städte und Gemeinden
Bařice-Velké Těšany (Barzitz-Groß Tieschan) – Bezměrov (Bezmirau) – Blazice (Blasitz) – Bořenovice (Borzenowitz) – Brusné (Brusin) – Břest (Brzest) – Bystřice pod Hostýnem (Bystrzitz unterm Hostein) – Cetechovice (Zetechowitz) – Dřínov (Drzinow) – Holešov (Holleschau) – Honětice (Honietitz) – Horní Lapač (Ober Lapatsch) – Hoštice – Hulín (Hullein) – Chomýž (Chomisch) – Chropyně – Chvalčov – Chvalnov-Lísky – Jankovice – Jarohněvice – Karolín – Komárno – Koryčany – Kostelany – Kostelec u Holešova – Kroměříž – Kunkovice – Kurovice – Kvasice – Kyselovice – Lechotice – Litenčice – Loukov – Lubná – Ludslavice – Lutopecny – Martinice – Míškovice – Morkovice-Slížany – Mrlínek – Němčice – Nítkovice – Nová Dědina – Osíčko – Pacetluky – Pačlavice – Počenice-Tetětice – Podhradní Lhota – Prasklice – Pravčice – Prusinovice – Přílepy – Rajnochovice – Rataje – Roštění – Roštín – Rusava – Rymice – Skaštice – Slavkov pod Hostýnem – Soběsuky – Střílky – Střížovice – Sulimov – Šelešovice – Troubky-Zdislavice – Třebětice – Uhřice – Věžky – Vítonice – Vrbka – Zahnašovice – Záříčí – Zástřizly – Zborovice – Zdounky – Zlobice – Žalkovice – Žeranovice